# Clément Batté
Clément Batté, né le 17 octobre 2000, est un nageur français.

## Carrière
Clément Batté est sacré champion d'Europe juniors sur 7,5 km en eau libre en 2017 à Marseille.
Il est sacré champion de France du 25 km en eau libre en 2019.